# Virgil Solis
Virgil Solis I., také Virgilius Solis (1514 Norimberk – 1. srpna 1562 tamtéž) byl norimberský kreslíř, malíř, rytec dřevorytů a mědirytin, typograf a tiskař, návrhář sklomaleb a zlatnických prací doby renesance.

## Život
Vyučil se v otcově malířské dílně a byl přijat za norimberského měšťana. Celý život pracoval převážně v Norimberku. V jeho práci pokračovali žáci a asistenti: Jost Amman a syn Virgil Solis mladší. Další reálie nejsou známy. Z jeho díla bylo zdokumentováno na 3000 tisků. Patřil k zakladatelům a nejznamnějším designérům rámujícího ornamentu zvaného rolverk.

## Dílo (výběr)
- Etlicher gutter conterfectischer Laubwerck Art (1553), album mědirytin, návrhy na tepané zlatnické práce, především nádobí a figurální i ornamentální motivy jejich rytin
- Passio vnsers Herren Jhesu Christi. Aus den vier Evangelisten gezogen etc., Kristovy pašije, vydal Valentin Geyssler, Norimberk 1553
- Wappenbüchlein zu Ehren der Röm. Kay. und Kön. (1555), významná heraldická knížka rodových, městských a zemských znaků; reprint 1882, významná jako vzorník středoevropské heraldiky např. pro řezby na nábytku, zlatnické práce a okenní sklomalby[1]
- Biblia, das ist die gantze Heylige Schrifft Teutsch D. Mart. Lut. (1560), ilustrace Lutherovy bible, vydal Sigmund Feyerabend, Frankfurt nad Mohanem, [2].
- Speculum vitæ aulicæ : de admirabili fallacia et astutia vulpeculæ Reinikes libri quatuor (1595); zrcadlo neřestného života
- P. Ovidii Metamorphosis Oder: Wunderbarliche unnd seltzame Beschreibung von der Menschen, Thiern und anderer Creaturen Veränderung etc., allen Poeten, Malern, Goldschmiden, Bildhauwern und Liebhabern der edlen Poesi und fürnembsten Künsten nützlich und lustig zu lesen.(1563), 183 ilustrací Ovidiových Metamorfóz, dřevořezy, vydal Sigmund Feyerabend, Frankfurt nad Mohanem 1563, 1581; [3]
- Omnia emblemata: Cvm commentariis, qvibvs emblematum omnium aperta origine, mens auctoris explicatur (1581); dokončil a vydal Jost Amman; emblemata, pomůcka pro heraldiku

## Galerie

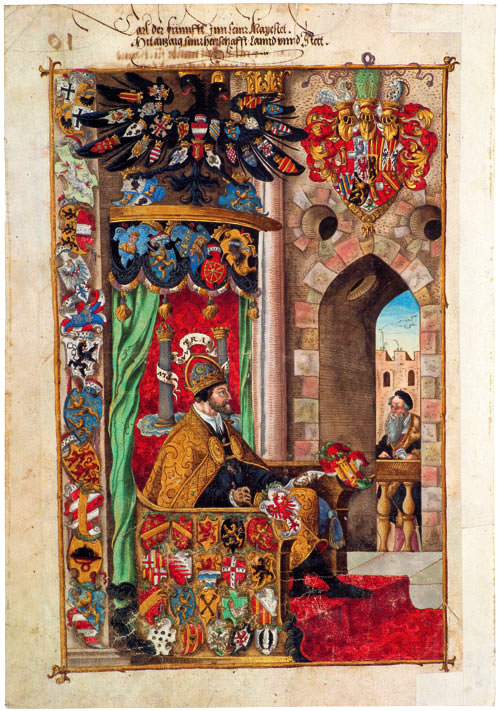
Trůnící král Karel V., kvaš 1545
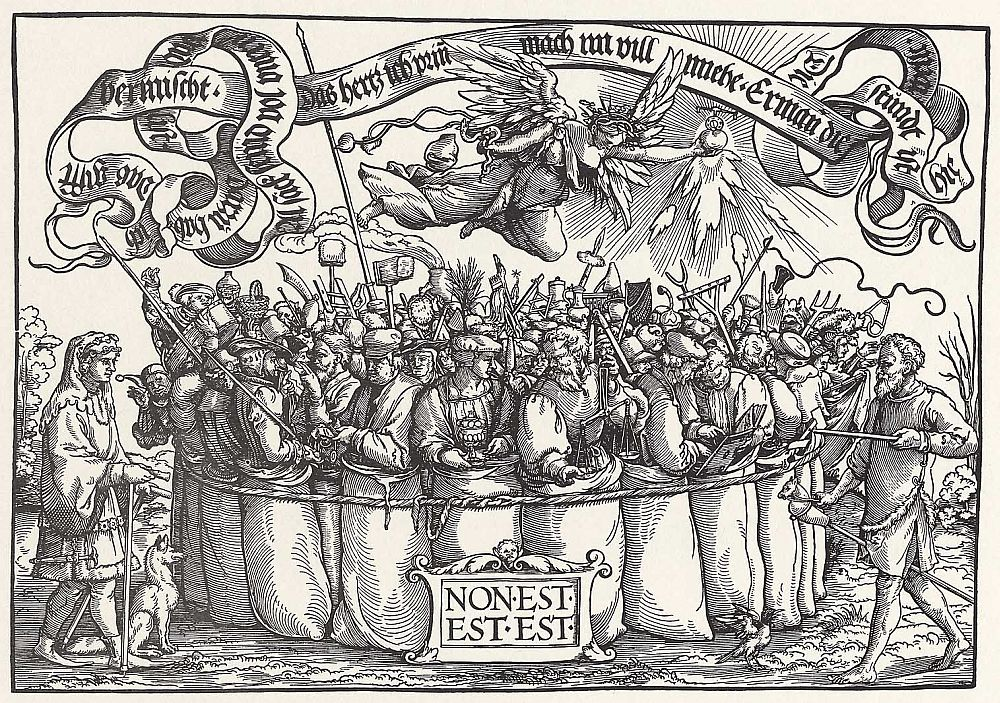
Řemeslníci uvěznění v pytlech, 1550
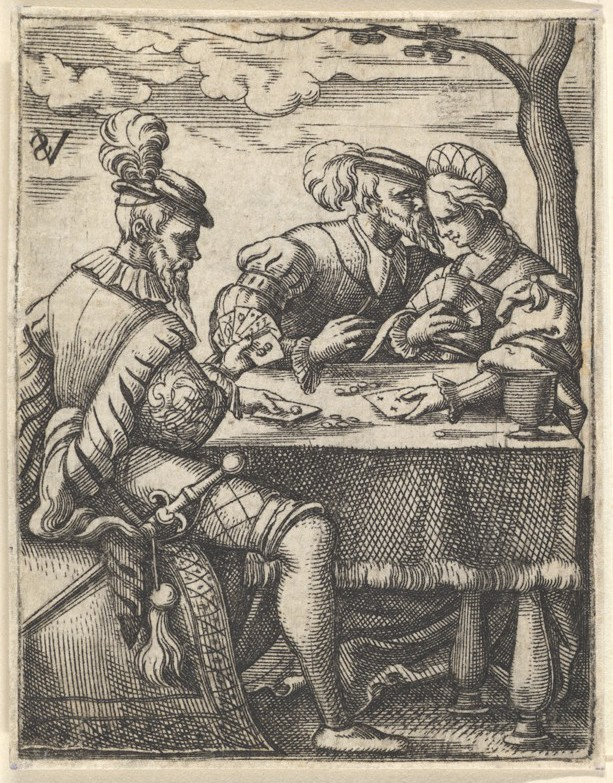
Hráči karet ze série Neřestí
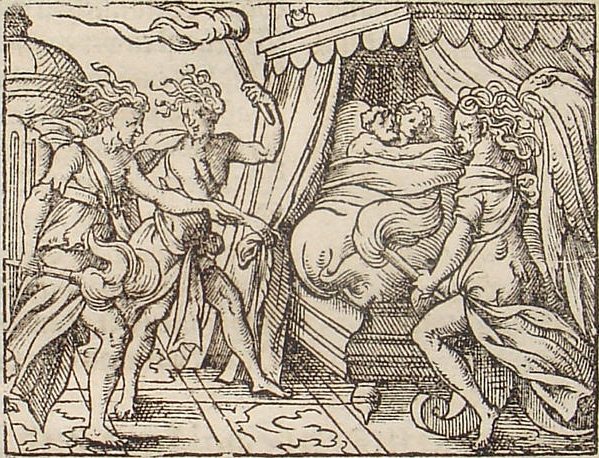
Téreus, Prokné a furie podle Ovidia, 1560
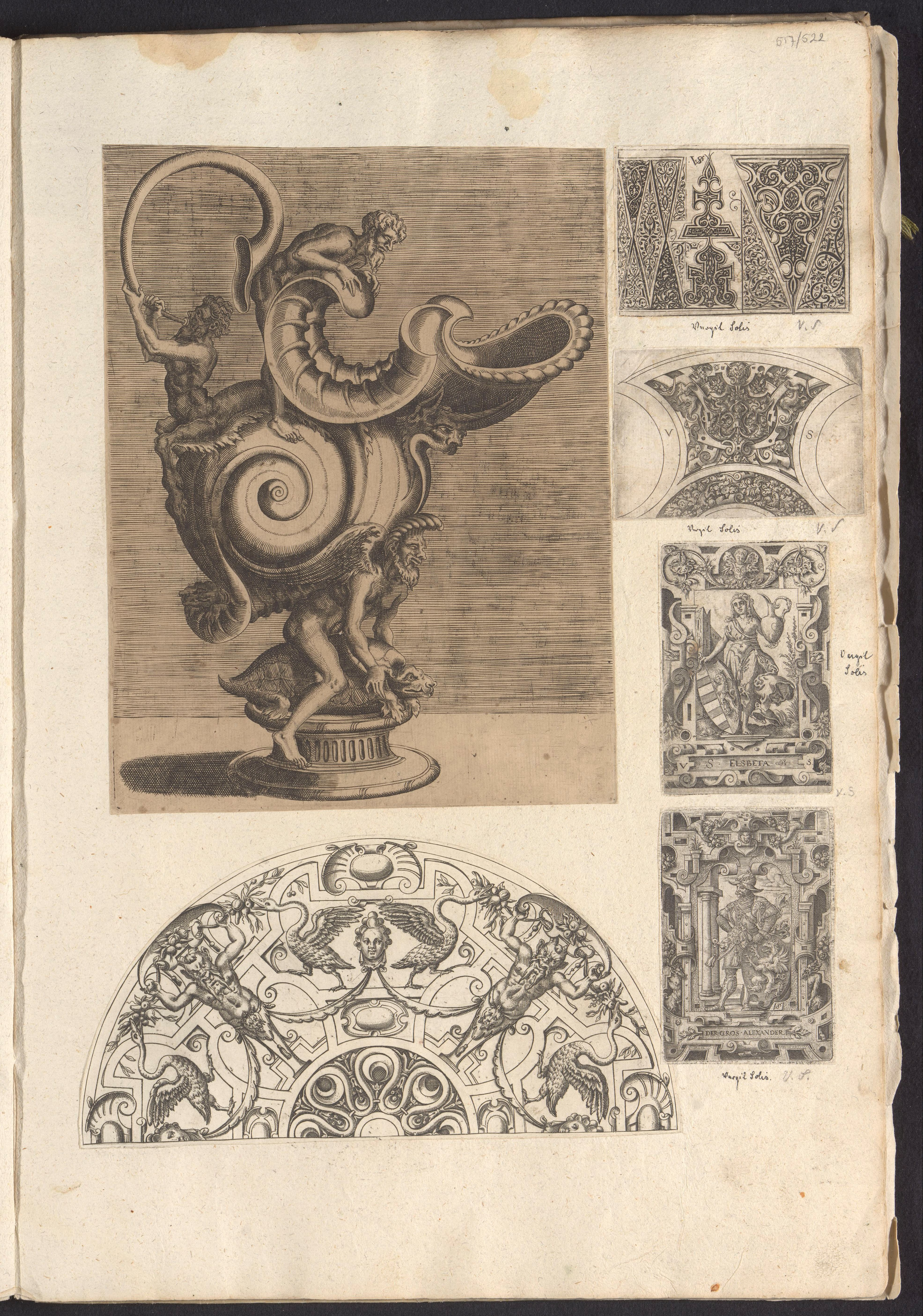
Návrh konvice a ryté dekorace z alba pro zlatníky
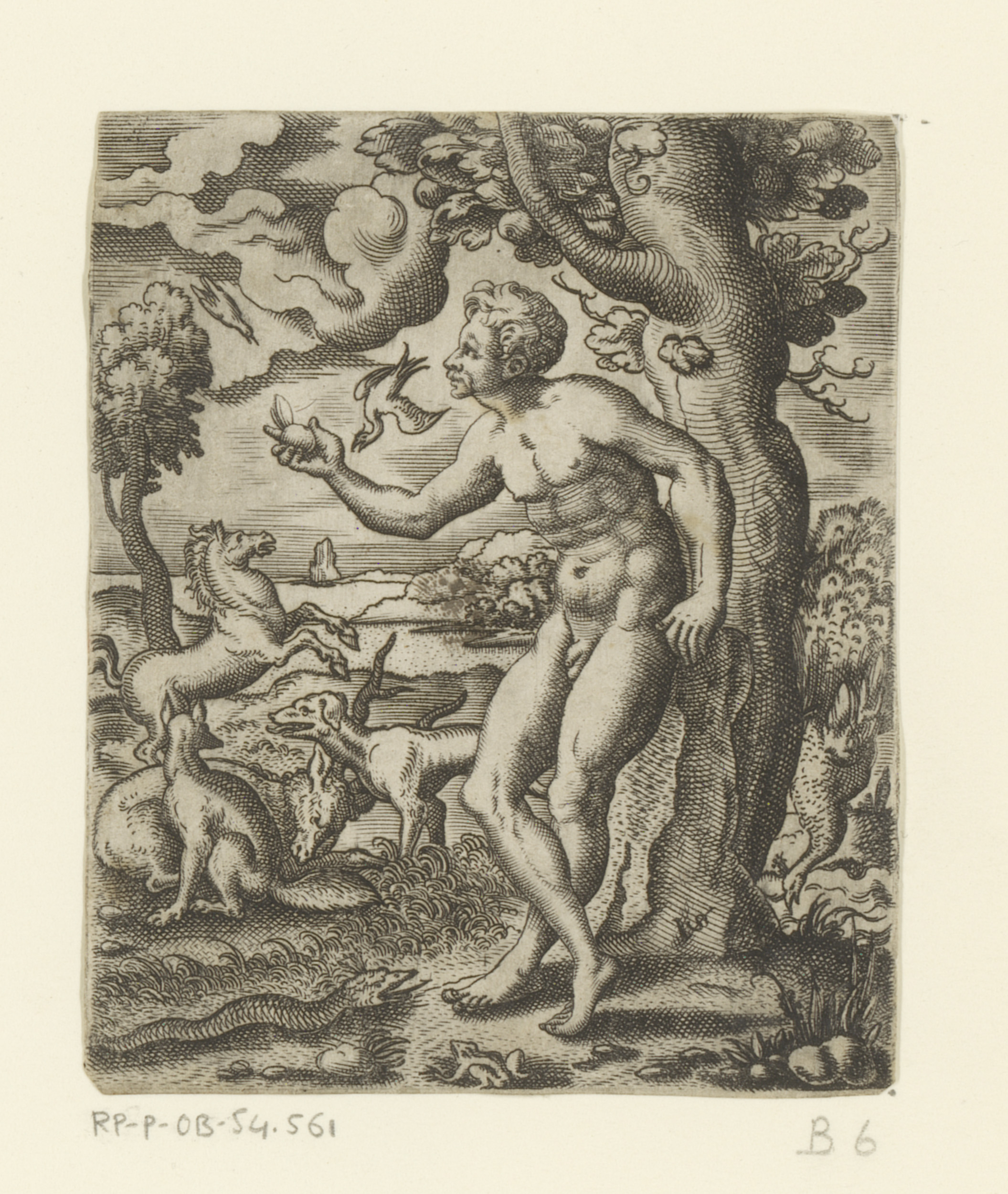
Adam v rajské zahradě
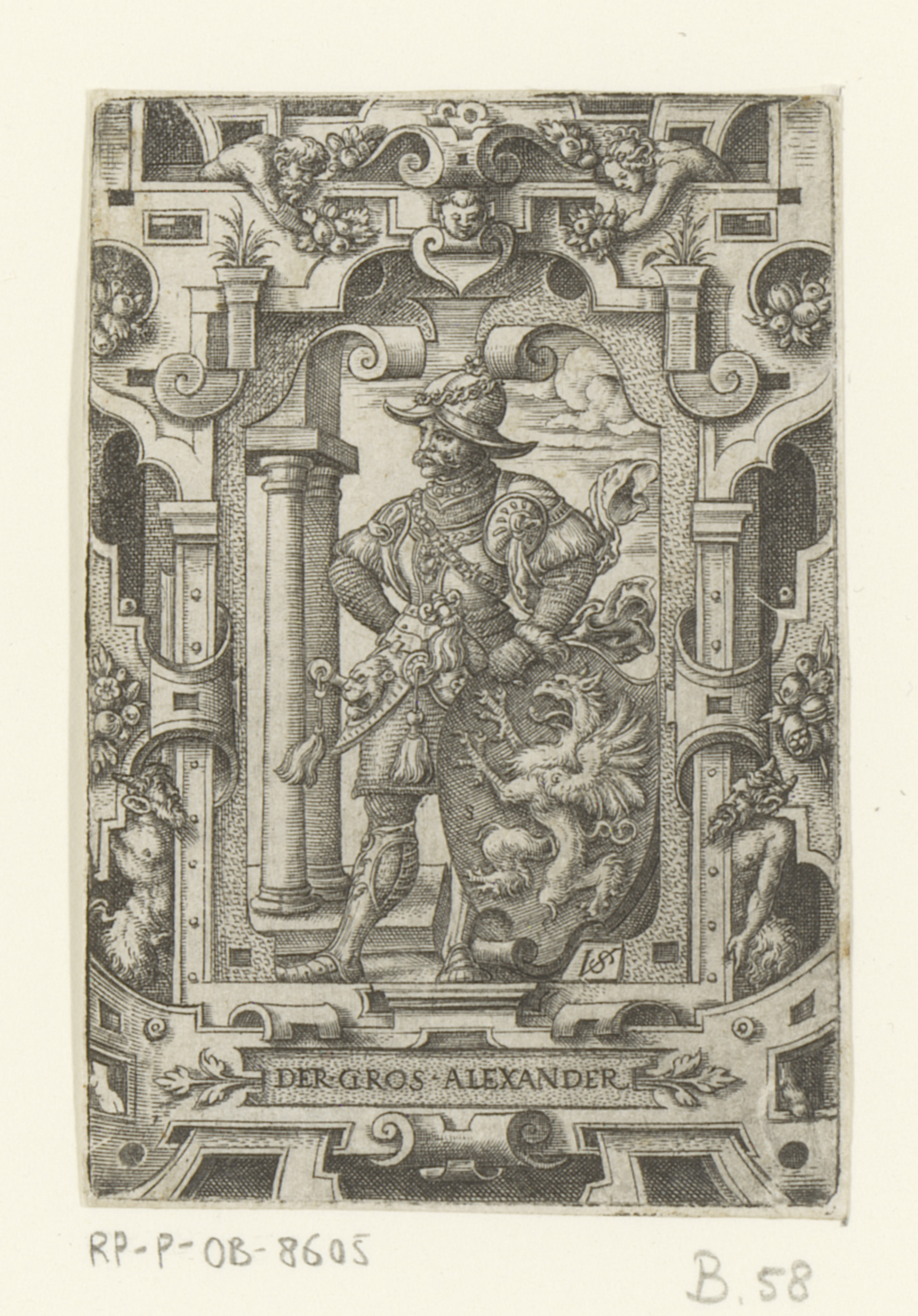
Alexandr Veliký v rolverkovém rámu
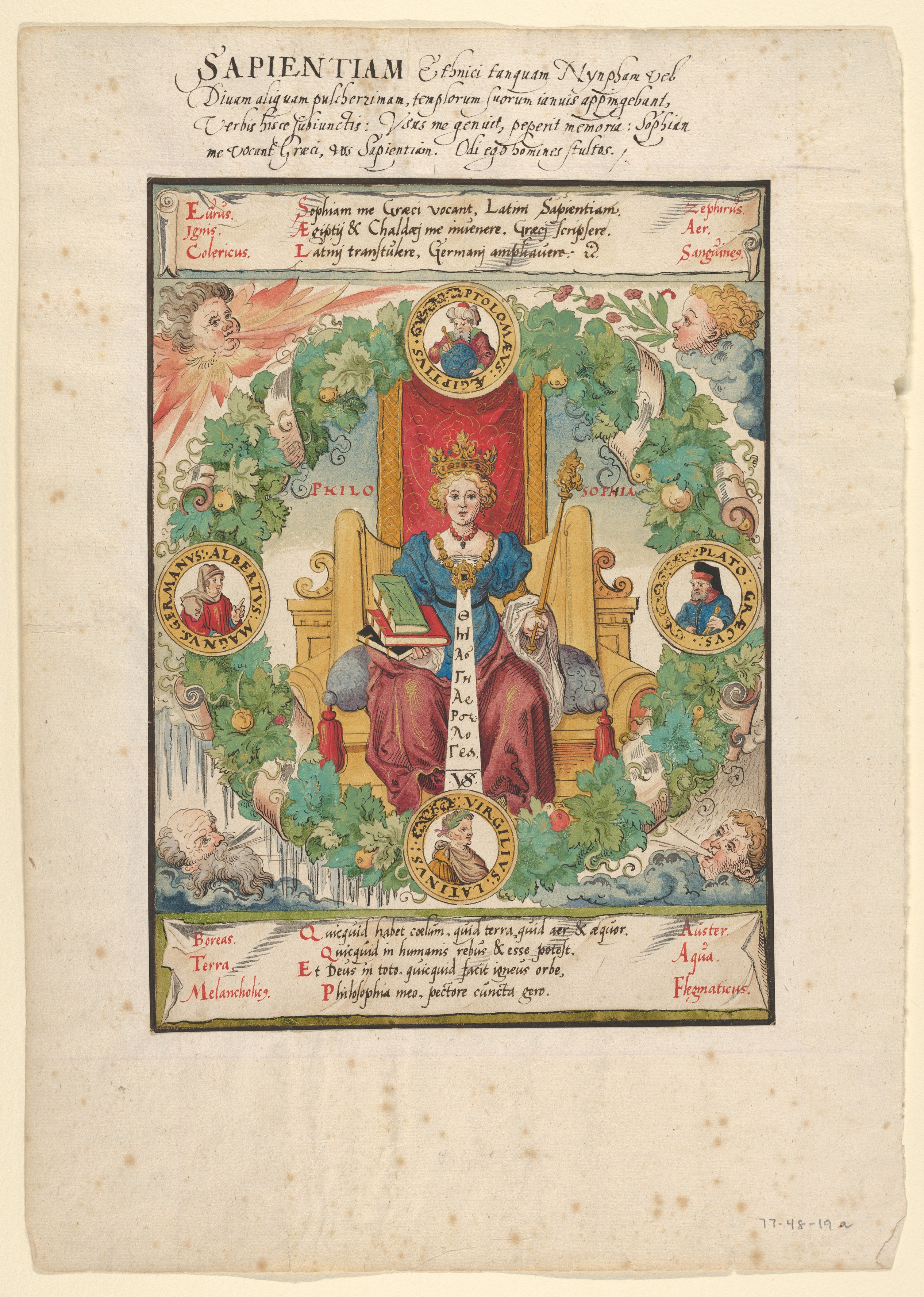
Filozofie jako královna moudrosti, perokresba, kvaš
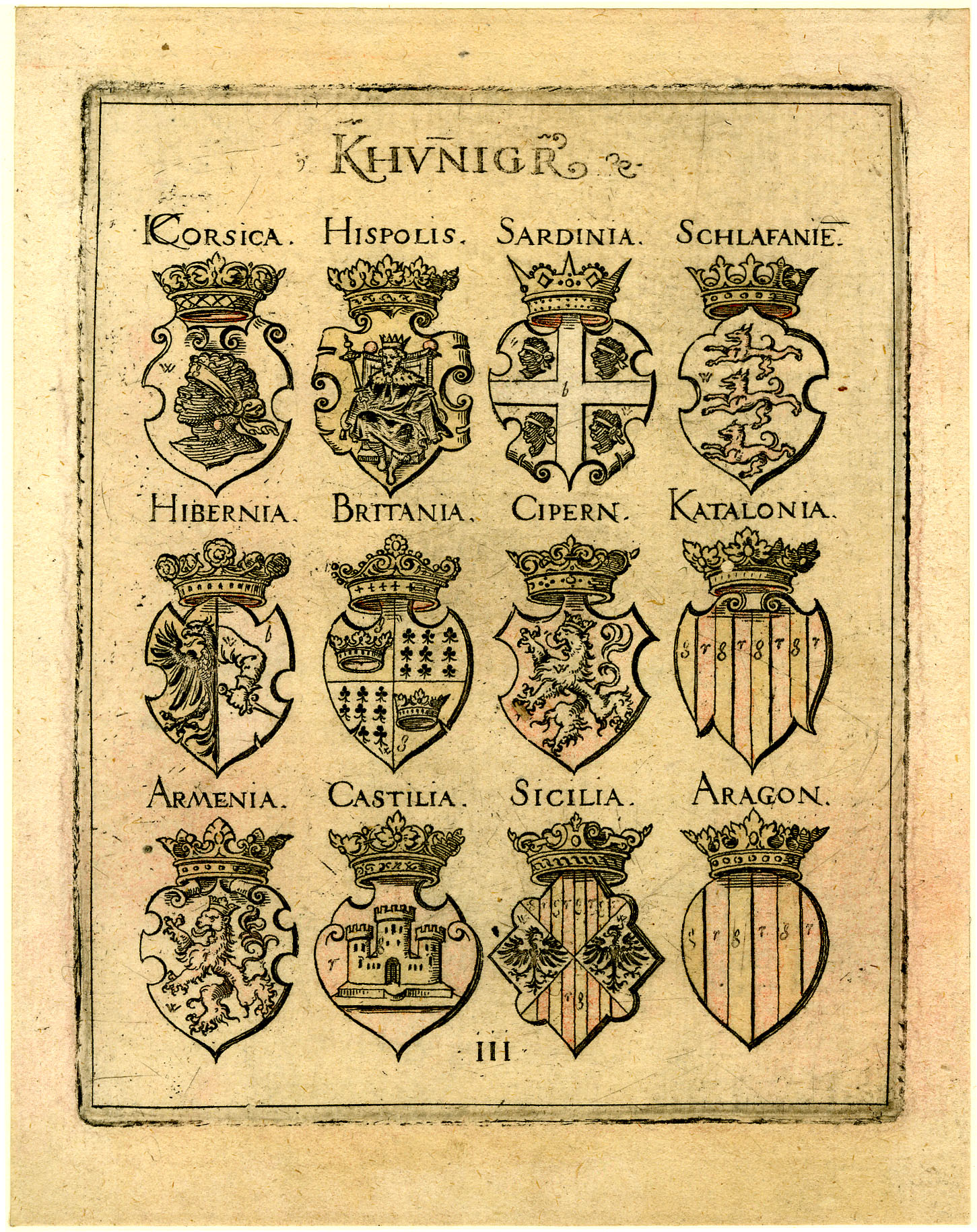
Znaky evropských zemí, Wappenbüchlein 1555